# Tegel

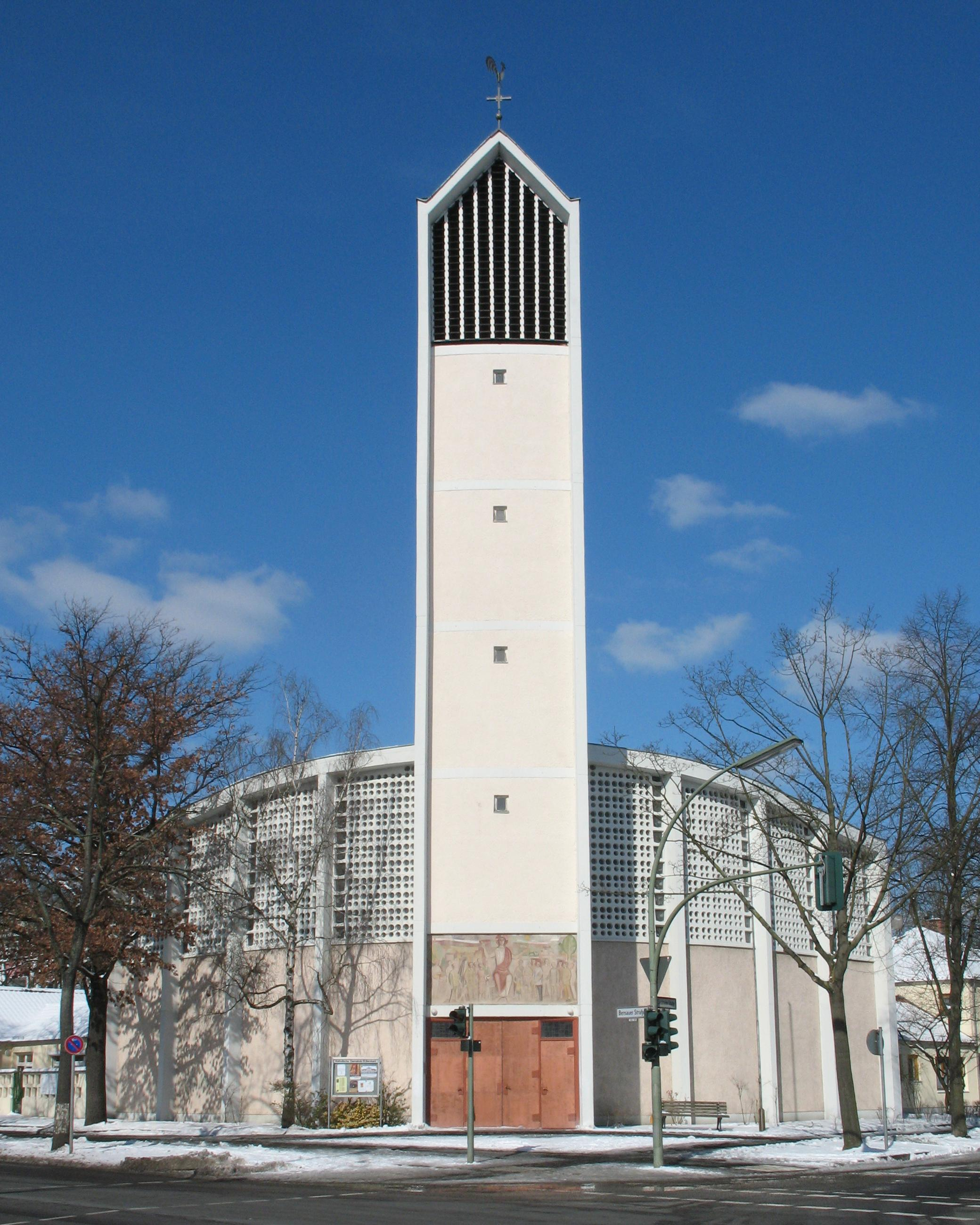
San Bernardo

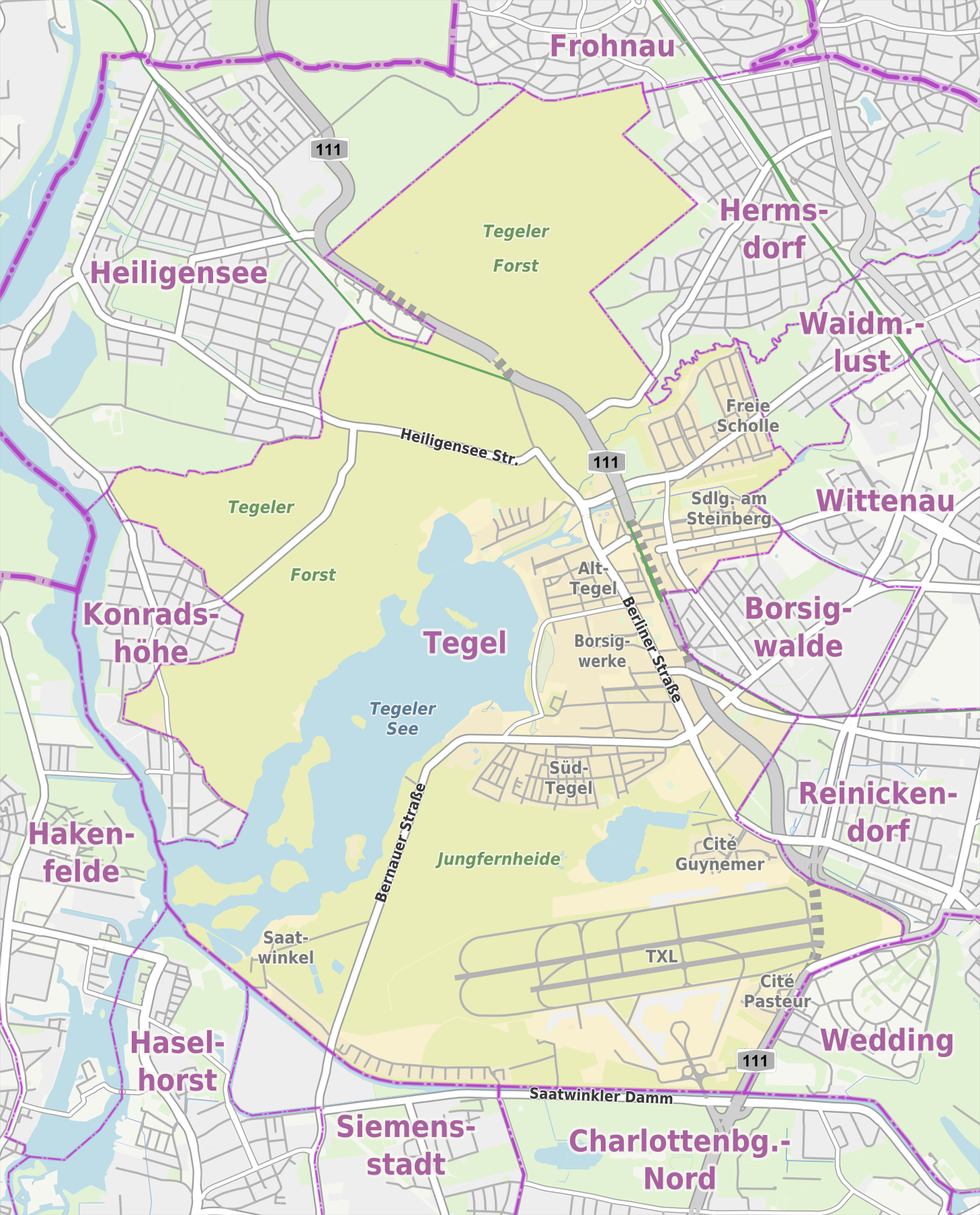
Mappa del quartiere

Tegel è un quartiere di Berlino, appartenente al distretto di Reinickendorf. È noto per la presenza dell'aeroporto di Berlino-Tegel.
Il quartiere, in particolare per la passeggiata Greenwichpromenade sulla riva del Tegeler See, è uno dei luoghi più apprezzati per le gite dei berlinesi nella zona nord della città.

## Storia
Già comune autonomo, venne annessa nel 1920 alla "Grande Berlino", venendo assegnata al distretto di Reinickendorf.